# كيرميت لونش
كيرميت لونش (بالإنجليزية: Kermit Lynch)‏ هو كاتب أمريكي، ولد في ديسمبر 1941 في كاليفورنيا في الولايات المتحدة.